# Территория съездов НСДАП в Нюрнберге

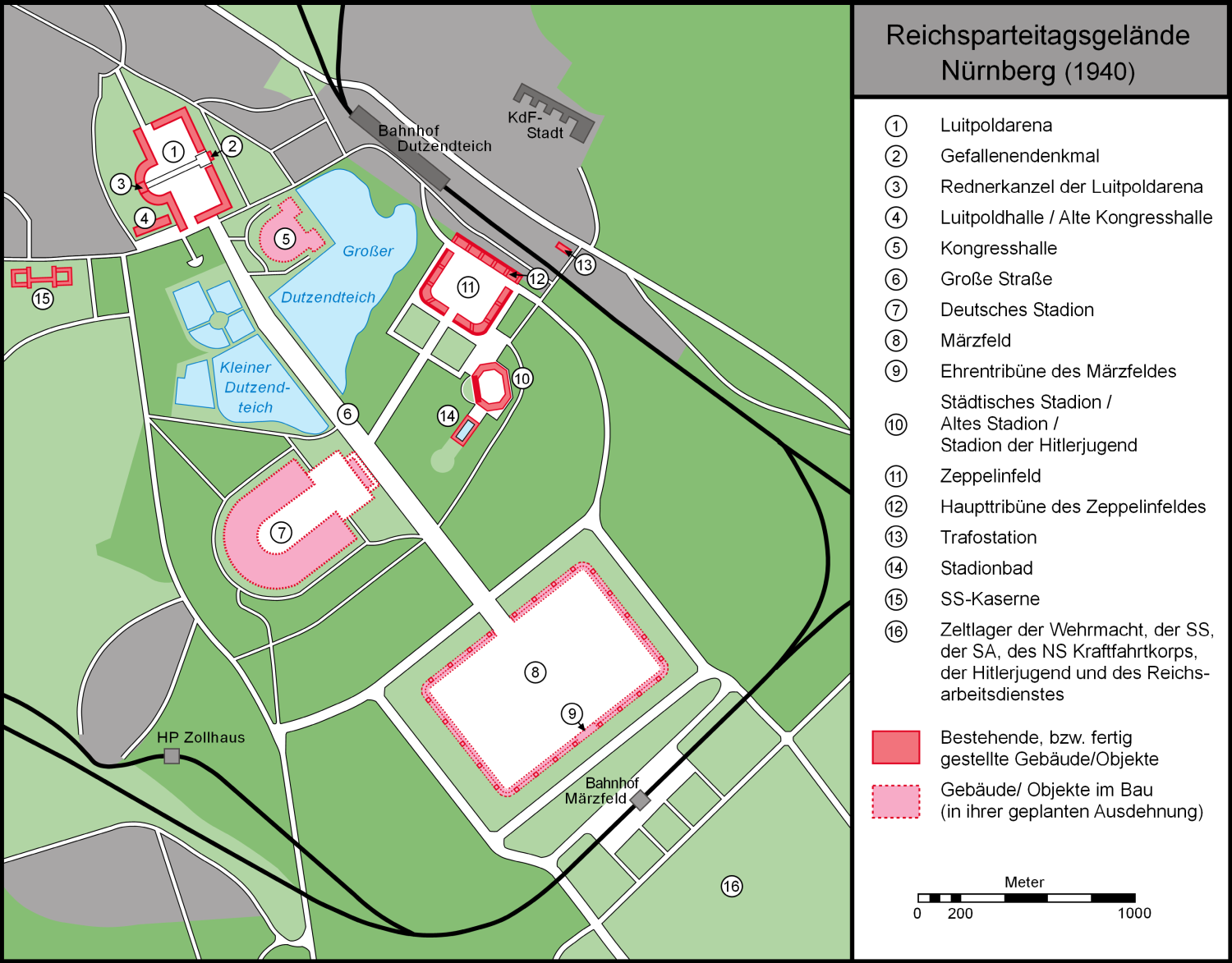
Территория съездов Национал-социалистической Немецкой Рабочей Партии — (НСДАП) в Нюрнберге

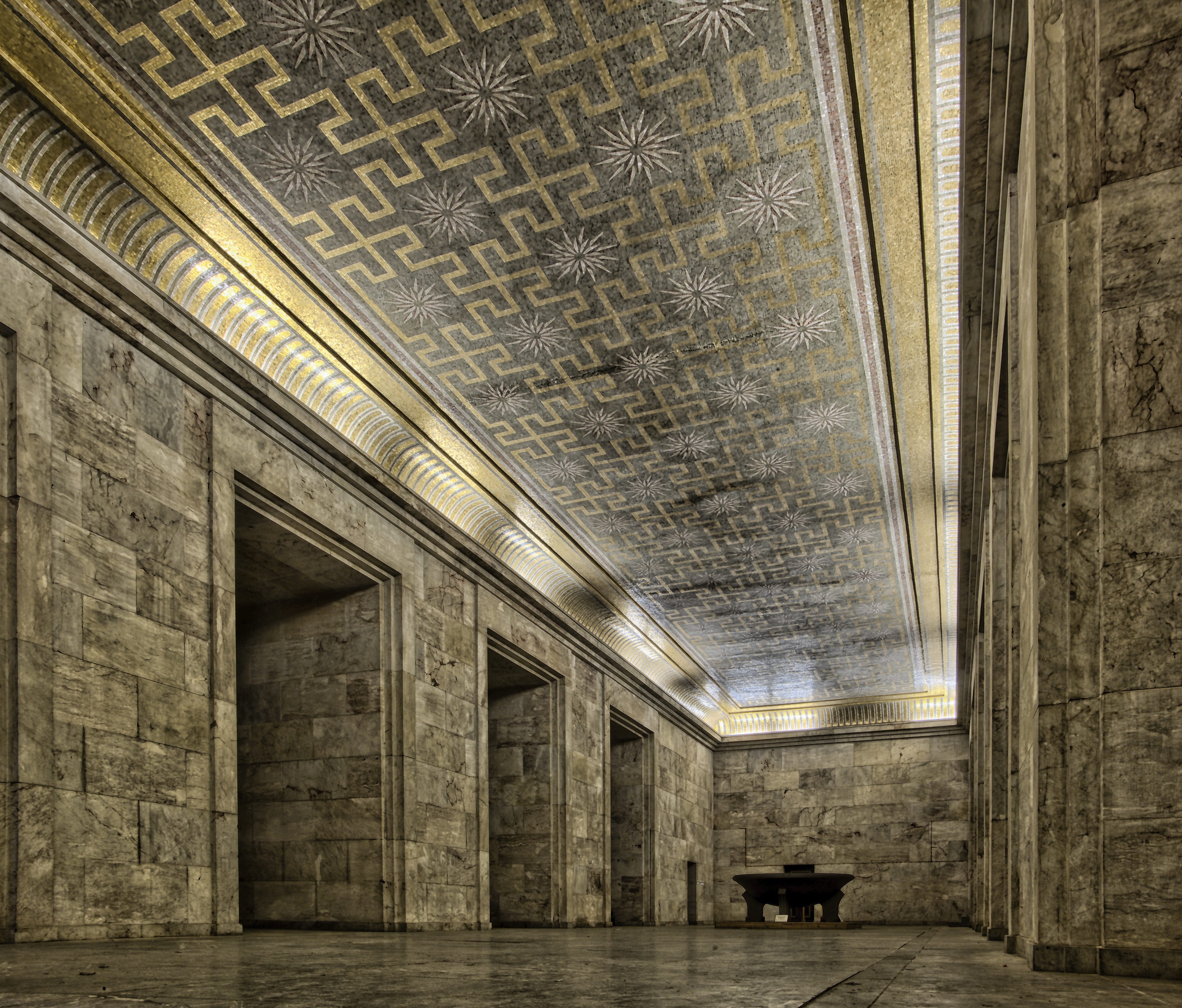
Золотой зал трибуны Цеппелина

Территория съездов Национал-социалистической немецкой рабочей партии — (НСДАП) (нем. Reichsparteitagsgelände) — область на юго-востоке Нюрнберга, на которой с 1933 по 1938 год проводились съезды НСДАП. Территория охватывает площадь в более чем 11 км².
В конце первого десятилетия XXI века территория съездов была превращена в музей под открытым небом. Базой для него является Документальный центр («Докуцентр», Dokumentationszentrum Reichsparteitagsgelände). У каждого из представляющих исторический интерес сооружений установлен стационарный музейный стенд с фотографиями, отображающими вид сооружения в эпоху Третьего Рейха и, если оно не было построено, с проектными зарисовками. Эти «станции» были перенумерованы, что облегчает их осмотр.

## История
Город Нюрнберг с его богатой историей и традициями и хорошо сохранившимися памятниками истории представлял собой идеальное место для Национал- социалистического движения уже во времена Веймарской республики. В этом, как заявил Гитлер, «самом немецким из всех немецких городов» (нем. «deutschesten aller deutschen Städte») легко удавалось продемонстрировать связь идеологии нацизма с имперским прошлым. Хотя первые съезды НСДАП в 1923 и 1926 годах были проведены в Мюнхене и Веймаре соответственно, деятельность этой партии началась в городе ещё в 1923 году, а съезды 1927 и 1929 годов состоялись уже в Нюрнберге ещё во времена Веймарской республики.
Несмотря на то, что городское правление имело сильное демократическое ядро и пользовалось широкой поддержкой рабочих, оно было бессильно против руководителей полицейского управления, высшие должности которого занимали сторонники нацизма. Именно этим объясняется специфическая роль города, которую он сыграл в государстве после прихода Гитлера к власти в 1933 году. И именно в этом году Нюрнберг был назван «городом партийных съездов». C 1933 по 1939 год территория вокруг озера Дутцендтайх начала систематически использоваться во время ежегодных партийных съездов. Здесь во многом начал своё формирование культ нацизма, сопряжённый с демонстрацией силы государства и единодушной его поддержки населением. Тогда предполагалось превратить Нюрнберг в идеологическую столицу национал-социалистического движения (нем. «Tempelstadt der NS-Bewegung»).
В 1934 году Адольф Гитлер дал указание о поиске места для соответственного оформления для проводимых общегерманских партийных мероприятий, назначив Альберта Шпеера главным архитектором. Ему же принадлежит и общий проект оформления территории; некоторые из задуманных колоссальных строений целиком или частично были построены и существуют в настоящее время. Для подготовки и финансирования проведения партсъездов в 1935 году была создана специальная организация (нем. «Zweckverband Reichsparteitage Nürnberg»). Ежегодно организация осуществляла гигантскую программу мероприятий, например на 1937 году планировалось их 55. На время этих мероприятий в город съезжалось множество участников, перемещение которых вело к коллапсу транспорта. Для их размещения использовались общественные здания, школы и фабричные помещения. Для поддержания порядка требовалось значительное увеличение необходимого персонала.
1 сентября 1939 году в связи с началом войны объём выполняемых работ был резко уменьшен. Тем не менее, нигде в Германии остатки времён нацизма не были сохранены в таком количестве, как это имеет место в Нюрнберге. До конца 1960-х годов отношение городских властей к этой территории было сугубо прагматичным. Так на юге Нюрнберга стал возводиться новый жилой район — Лангвассер и территория бывшего Мартовского (Марсова) поля стала застраиваться и к концу XX века здесь жило уже 35 000 человек.
С 1973 году, когда были пересмотрены положения Баварского закона об охране памятников истории, сохранившиеся следы перешли под государственную охрану. В 1983 году было принято решение организовать постоянно действующую выставку под девизом: «Очарование и насилие» (нем. Fascination und Gewalt) с использованием сохранившихся помещений. В качестве альтернативного проекта в 1987 году рассматривалось создание на базе Дворца съездов грандиозного торгового центра. На проведённом в июле 1988 года симпозиуме, организованном департаментом культуры, было принято решение, исключающее возможность включать следы нацизма в современную жизнь города. Для размещения выставки было предложено использовать центральное помещение трибуны Цеппелина, где та и находилась до 2001 года. В 1994 году власти города приняли решение перенести постоянно действующую выставку в недостроенное крыле здания Дворца съездов (нем. Kongresshalle). Работы проводились по проекту австрийского архитектора Гюнтера Доменига (нем. Günther Domenig), создавшего оригинальную конструкцию в архитектурном оформлении выставки при созданном здесь же Документальном центре. 4 ноября 2001 года выставка была открыта для посещения. Ежегодно её посещает около 170 000 человек.
В последние годы на Полях Цеппелина проводится один из крупных рок-фестивалей — Rock im Park. Rock im Park и Rock am Ring — это параллельные фестивали, с одинаковым составом участников; место проведения Rock am Ring — трасса Нюрбургринг.

## Постройки, возведённые до 1933 года

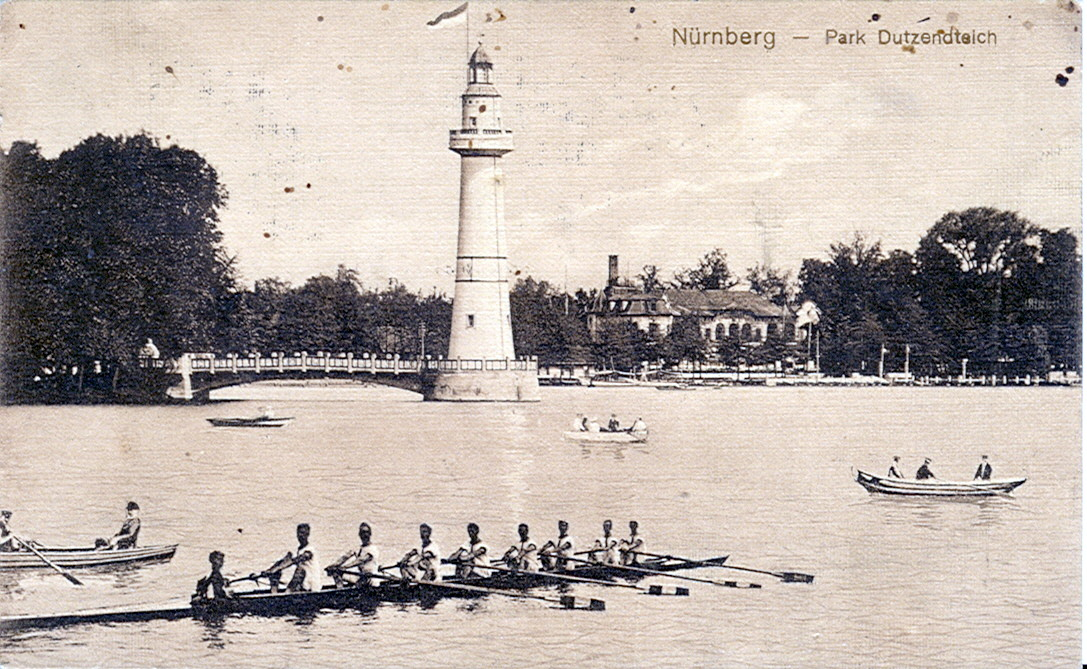
Парк Dutzendteich и Маяк выставки 1906 году, стоявший на месте Зала Конгрессов.

Эта территория на юго-востоке Нюрнберга стала ещё в конце XIX в традиционным местом отдыха горожан, которым предоставлялась возможность пользоваться оборудованными купальнями, прогуляться по берегу пруда и закусить в кафе на берегу.
В 1906 году в области между прудом Dutzendteich и сегодняшней площадью Platz der Opfer des Faschismus проходила Баварская юбилейная выставка (нем. die Bayerische Jubiläums-, Landes-, Industrie-, Gewerbe- und Kunstausstellung), посвящённая 100-летнему юбилею вхождения Свободного города Нюрнберга в состав королевства Бавария. За это время Нюрнберг превратился в современный индустриальный город с населением 295 000 человек. Патроном выставки стал правивший тогда принц-регент Луитпольд. Число посетителей выставки достигло 2,5 млн человек. В честь патрона северная часть территории выставки была названа Рощей Луитпольда (нем. Luitpoldhain). Сооруженные для выставки здания, в том числе маяк, были впоследствии снесены или сильно перестроены.
В 1912 году в области между Рощей Луитпольда и прудом нем. Dutzendteich открылся Нюрнбергский зоопарк. Роща стала также популярным местом проведения массовых мероприятий. Здесь 12 августа 1923 года Социал-демократическая партия Германии (SPD) провела 50-тысячный митинг в поддержку Веймарской конституции. К востоку от пруда в 1920-е годы разместились спортивные сооружения. Эти сооружения и удобный подъезд сделали выставку популярным местом для массовых мероприятий, в том числе съездов НСДАП 1927 и 1929 годах.
По другую сторону пруда с 1923 года по инициативе нюрнбергского обер-бургомистра Германа Луппе (нем. Hermann Luppe) возникла спортивная зона с восьмиугольным городским стадионом (архитектор: нем. Otto Ernst Schweizer). Он вмешал 50 000 зрителей, включая особую трибуну на 2500 зрителей. После того, как в 1933 году Нюрнберг был объявлен в «городом имперских съездов партии», возникла необходимость ликвидировать зоопарк, разделявший территорию съездов НСДАП на двое. Тем не менее, лишь в феврале 1936 года было решено перенести зоопарк в лесистую область старой каменоломни в нем. Schmausenbuck, строительные работы были начаты там летом 1937 года и оканчивались в конце 1939 года; старый зоопарк был закрыт в феврале 1939 года.
Монументальное строительство на этой территорией было начато в 1928 году., когда на северо-восточной стороне Рощи Луитпольда возвели памятник павшим воинам Первой мировой войны и так называемый Зал Почёта (нем. Ehrenhalle, архитектор: Fritz Mayer),.

## Архитектура и идеология нацизма
Целью национал-социалистического движения было создание общества нового типа, состоящего из «сверхлюдей», свободных от любых проявлений присущих людям слабостей и завоевания для них «жизненного пространства». При этом в полную силу эксплуатировалась свойственная немцам склонность к романтическому восприятию действительности и, особенно, своей истории, а также героика, нашедшая своё отражение в музыке (Вагнер) и литературе (Ницше).
Пропаганда подобной идеологии требовала создания адекватных зрительных образов, нашедших своё выражение в архитектуре, доведённой до последней стадии гигантизма. Были выбраны архитектурные формы, в наибольшей степени отражающие монументальный характер создаваемого «Тысячелетнего Рейха».
По мнению Гитлера, архитектура была своеобразным посланием не в 1940 и даже не в 2000 год, но её постройки должны были стоять, подобно соборам прошлого, вечно. Грандиозно задуманные для постройки здания должны были олицетворять «мировоззрение в камне». Более того, помещённые в их среду массы людей сами должны были выражать «человеческую архитектуру». Идею Гитлера развил архитектор всего партийного комплекса Альберт Шпеер, который сформулировал «Теорию ценности развалин». Суть её сводилась к тому, что развалины монументов прошлого должны пробуждать героическое вдохновение. Для убедительности он сделал макет трибуны Цеппелинфельда, которая пробыла в заброшенности несколько поколений и поросла плющом. Данный макет он предъявил Гитлеру и изложил свою теорию. Гитлер счел соображения Шпеера логичными и приказал в дальнейшем осуществлять важнейшие стройки государства с учётом «Закона развалин».
Идеологические установки персонифицировались в лице Гитлера, который мыслился как центр композиции. С этой целью здания и сооружения строились так, чтобы обеспечить направление всех взоров на центральную фигуру вождя.
•Пункт 1. Документальный центр (Докуцентр) и Зал собраний 

•Пункт 2. Внутренний двор дворца съездов 

•Пункт 3. Площадь народных праздников

•Пункт 4. Закладной камень Немецкого стадиона

•Пункт 5. Пруд Дутцендтайх

•Пункт 6. Городской стадион

•Пункт 7. Трибуна Цеппелина

•Пункт 8. Поле Цеппелина

•Пункт 9. Закусочная Ваннер

•Пункт 10. Зал Люитпольда 

•Пункт 11. Люитпольдарена

•Пункт 12. Храм Памяти (Эренхалле) и Памятник погибшим

•Пункт 13. Бывший вокзал Дутцентайх

•Пункт 14. Задний двор трибуны Цеппелина

•Пункт 15. Здание обслуживающего персонала и силовая подстанция

•Пункт 16. Городок КДФ

•Пункт 17. Бассейн

•Пункт 18. Большая улица

•Пункт 19. Остатки сооружений Мартовского (Марсова) поля

•Пункт 20. Бывший вокзал Марсова поля

•Пункт 21. Зильбербук («Серебряный холм»)

•Пункт 22. Зильберзее («Серебряное озеро»)

•Пункт 23. Бывшие казармы СС

## Пункт 1. Зал собраний и Докуцентр

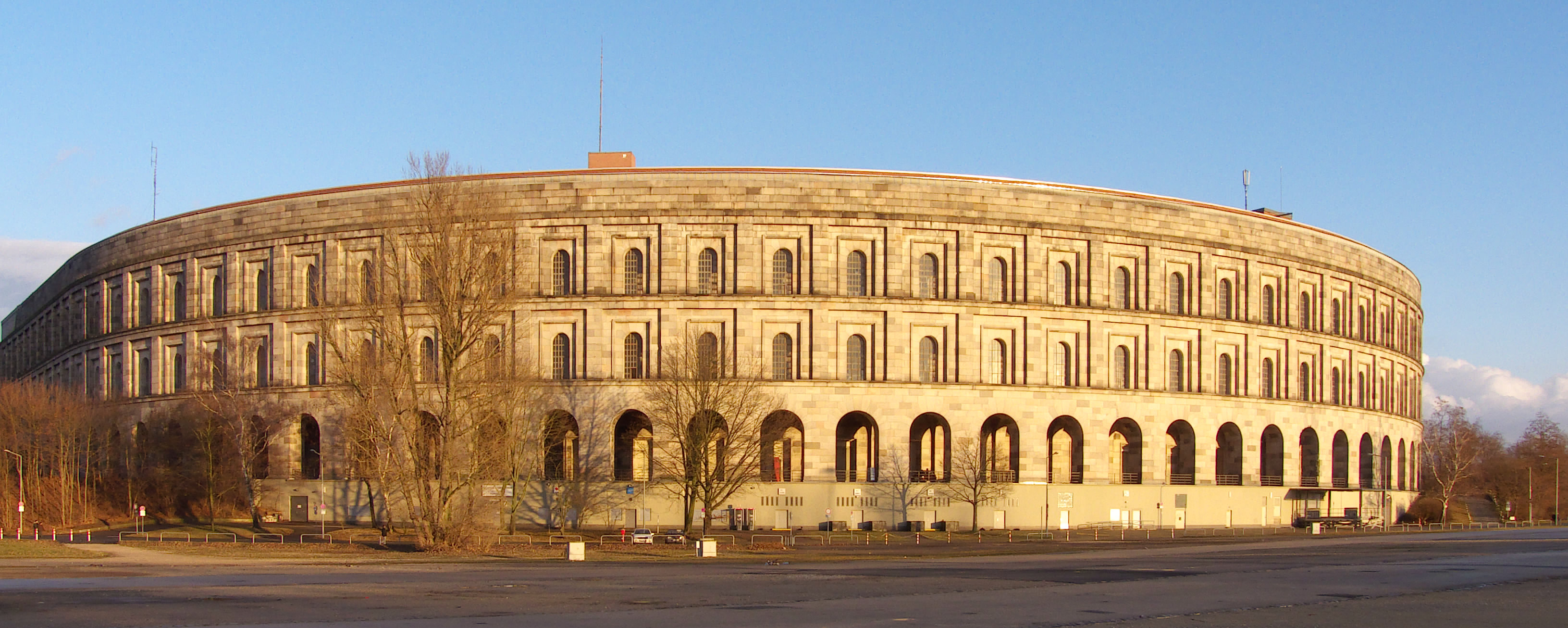
Зал собраний

Зал собраний (нем. Kongresshalle) — это самое большое из сохраненных монументальных сооружений эпохи национал-социализма в Германии и сегодня находится под охраной государства. Закладка состоялась в 1935 году, здание, однако, осталось незаконченным. Проект нюрнбергских архитекторов Людвига и Франца Руфф предполагал постройку здания с атриумом для собраний НСДАП, вмещавшем 50 000 человек.
Здание должно было быть накрыто застеклённой крышей без промежуточных опор. Из запланированной высоты примерно в 70 м достигли 39 м. Самая большая часть здания возведена из кирпичей; фасад облицовывался большими гранитными камнями «из всех областей империи». Архитектура здания в целом и в особенности внешний фасад напоминают Колизей в Риме.
Существующее ныне U-образное здание Зала собраний обращено концами подковы к пруду, рога заканчиваются двумя пристройками. В северной располагается центр документации НСДАП, в южной — с 2000 года находится Нюрнбергский симфонический оркестр.

## Пункт 2. Внутренний двор дворца съездов
Работы проводились здесь с 1935 по 1939 год.

## Пункт 3. Площадь народных праздников
В начале Большой улицы (в её северном конце) расположена площадь народных празднеств. Здесь на время их проведения устанавливаются весьма серьёзные аттракционы и множество торговых точек.

## Пункт 4. Закладной камень Немецкого стадиона

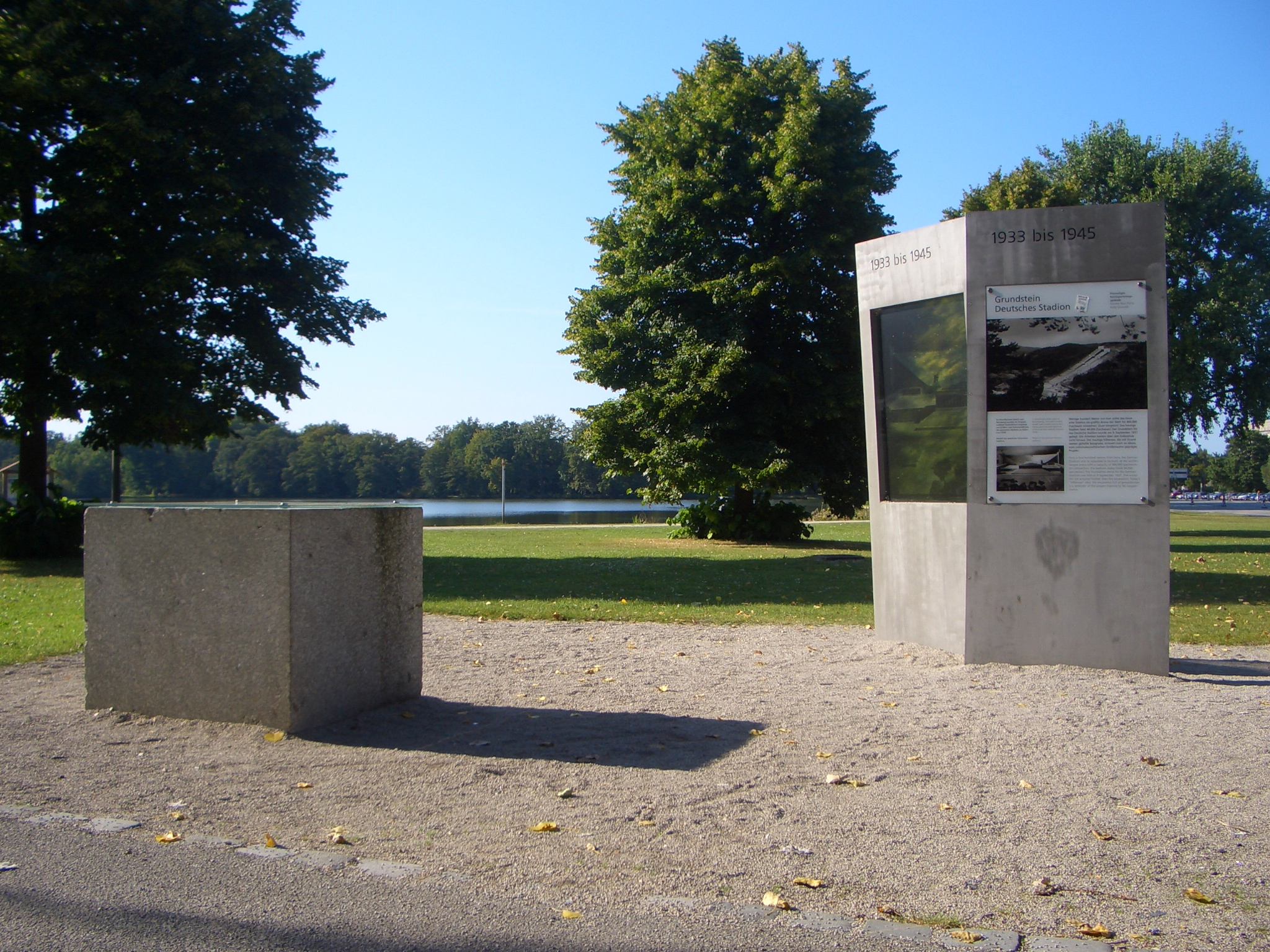
Закладной камень Немецкого стадиона

Задуманный стадион (Deutsches Stadion) планировался его автором Шпеером как самая большая трибуна в мире (540 х 445 м). Высота 83 м. Его вместимость составляла 405 000 человек. Его форма напоминала олимпийский стадион в Афинах.
Это — последнее в ходе планирования территории сооружение, рассматривалось как дополнение к уже составленному проекту. Здесь предполагалось разыгрывать эпизоды военных действий вермахта. Закладной камень был установлен в 1937 году.

## Пункт 5. Пруд Дутцендтайх
Существовал здесь и ранее. Его границы были скорректированы при постройке Дворца Съездов.

## Пункт 6. Городской стадион
Называвшийся также до 14 марта 2006 г. Франкенштадион. С 2017 года называется Макс-Морлок-Штадион. Представлял собой построенный в 1928 году муниципальный стадион, который после окончания строительства Немецкого стадиона предполагалось использовать для проведения слётов немецкой молодёжи.
Начиная с 1933 года во время съездов нацистской партии на стадионе проходили партийные митинги гитлерюгенда в день съезда, называвшегося «День Гитлерюгенда».

## Пункт 7. Трибуна Цеппелина

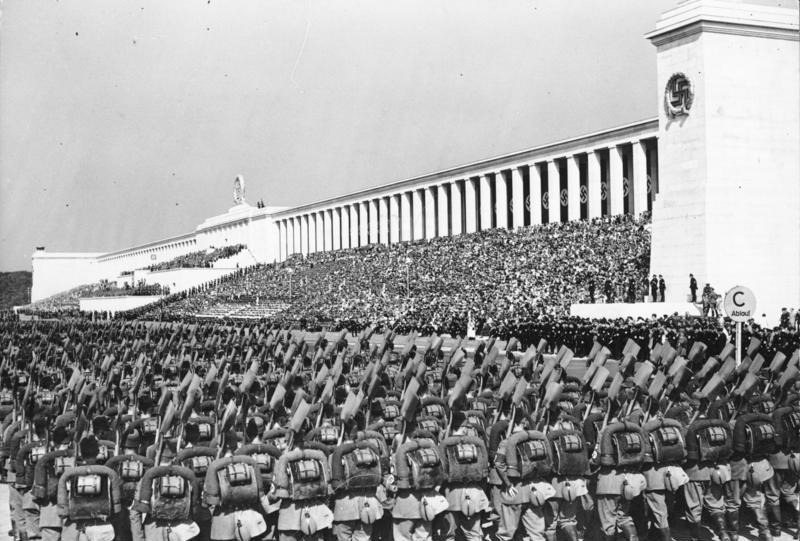
Цеппелинтрибуна

Главная трибуна Рейха, длиной в 360 и высотой 20 м, прообразом для которой послужил Пергамский алтарь из Малой Азии. Начата в 1935 и закончена в 1937 г. Это — единственное крупное сооружение на территории съездов, которое удалось закончить. Автором проекта был Альберт Шпеер. Работы велись в большой спешке, что отразилось на их качестве. В центральном здании трибуна находится «Золотой зал» с выложенным золочёной мозаикой потолком. Рисунок потолка был позаимствован из древних искусств и основным мотивом был меандр, в котором без труда можно было видеть изображение свастики. В здании были предусмотрены туалетные комнаты и помещение для телефонной станции.

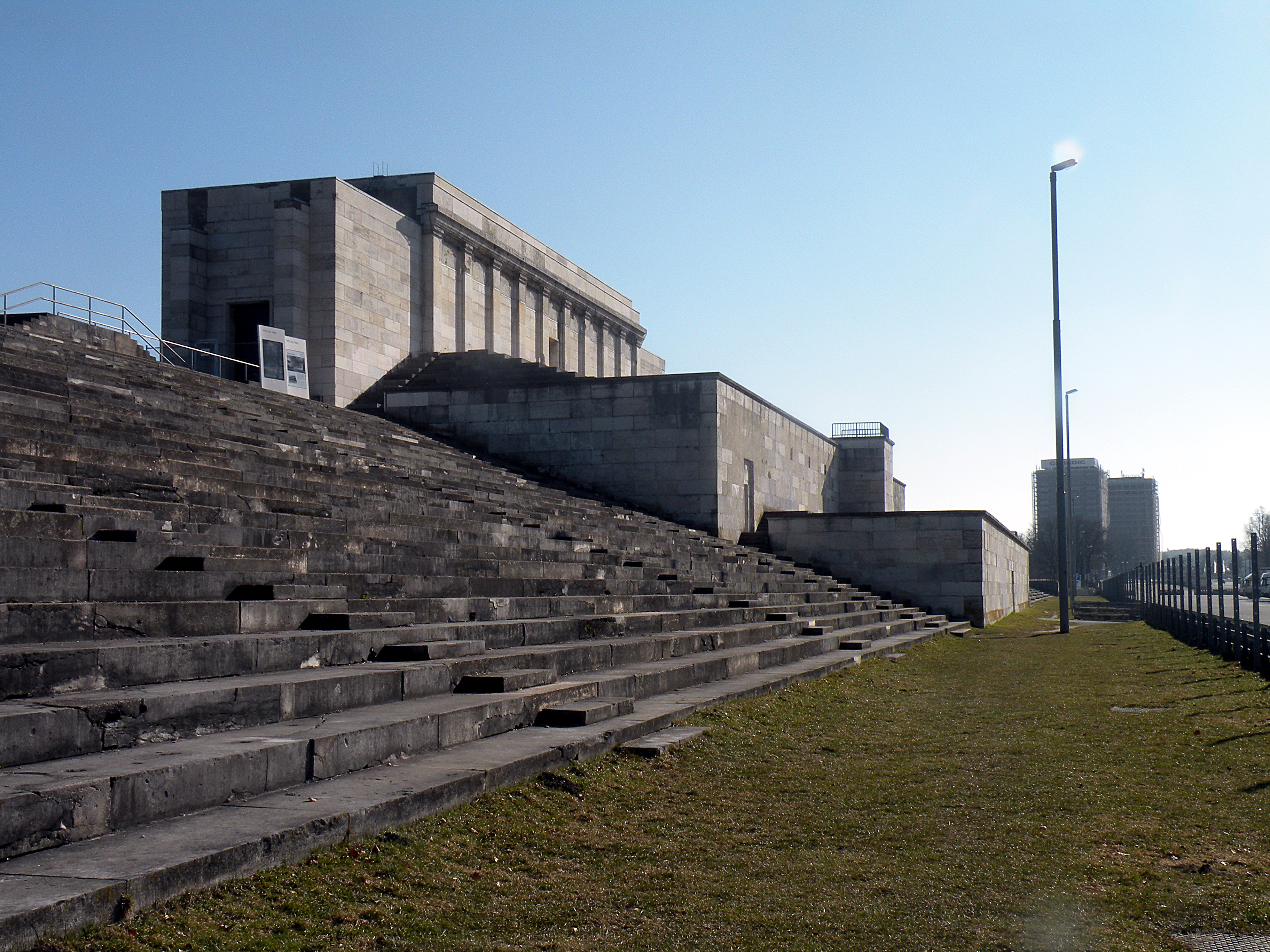
Центральный зал и кафедра фюрера

Официально зал назывался также «Залом Славы» (нем. «Ehrenhalle») и предназначался для приёма высокопоставленных гостей. Из зала был возможен выход на центральную кафедру трибуны, выполненный в виде лестницы, по которой возможно было спуститься на «Трибуну (кафедру) фюрера» (нем. «Führertribune»). Само появление фюрера перед многотысячной толпой народа было оформлено как торжественное театрализованное зрелище, сопровождаемое световыми эффектами, музыкой и барабанным боем. Ритуал позволял достигнуть эффекта ощущения единства партии в лице фюрера и народа (нем. «Volksgemeinschaft»).
Одной из первых впечатляющих находок режиссуры этого мероприятия стал «световой храм» (нем. «Lichtdom»), созданный в темноте зенитными прожекторами числом 152, посылавших свои лучи вертикально вверх. Так создавалась иллюзия присутствия в «величайшей постройке всего мира».
24 апреля 1945 года, на четвёртый день оккупации города американскими войсками, у трибуны был проведён военный парад победы. «Гвоздём» состоявшегося торжества было произведённое путём взрыва уничтожение скульптурного изображение свастики, венчавшей фасад центрального здания.
С 1961 и до 1992 года эта трибуна продолжала использоваться при проведении различных общественных мероприятий на открытом воздухе: празднований профсоюзами праздника Первого Мая, Дня судетских немцев, массовых церковных мероприятий, а с 1970 года — концертов рок-групп, собиравших значительное количество участников.
C 1947 года пространство между трибуной (современная улица нем. Beuthener Straße) и Полем Цеппелина использовалось как гоночная авто- и мототрасса Норисринг, центральной частью которой и была эта трибуна.
Использованный при постройке материал оказался весьма недолговечным, благодаря чему уже к 1966 году возникла реальная угроза разрушения колоннады. В июле 1967 года колоннада главной трибуны по решению муниципального строительного комитета была взорвана. В 1970-х годах вдвое была уменьшена высота боковых башен.
С 1973 году постройка была поставлена под защиту как памятник истории.
В 1984 году потолочная мозаика Золотого зала и каменные лестницы подверглись реставрации с целью использования по новому назначению — в годы, предшествовавшие созданию современного Докуцентра, в этом зале размещалась выставка «Fascination und Gewalt». Эта выставка стала своеобразным противовесом сохраняемым в камне памятникам эпохи нацизма
.

## Пункт 8. Поле Цеппелина

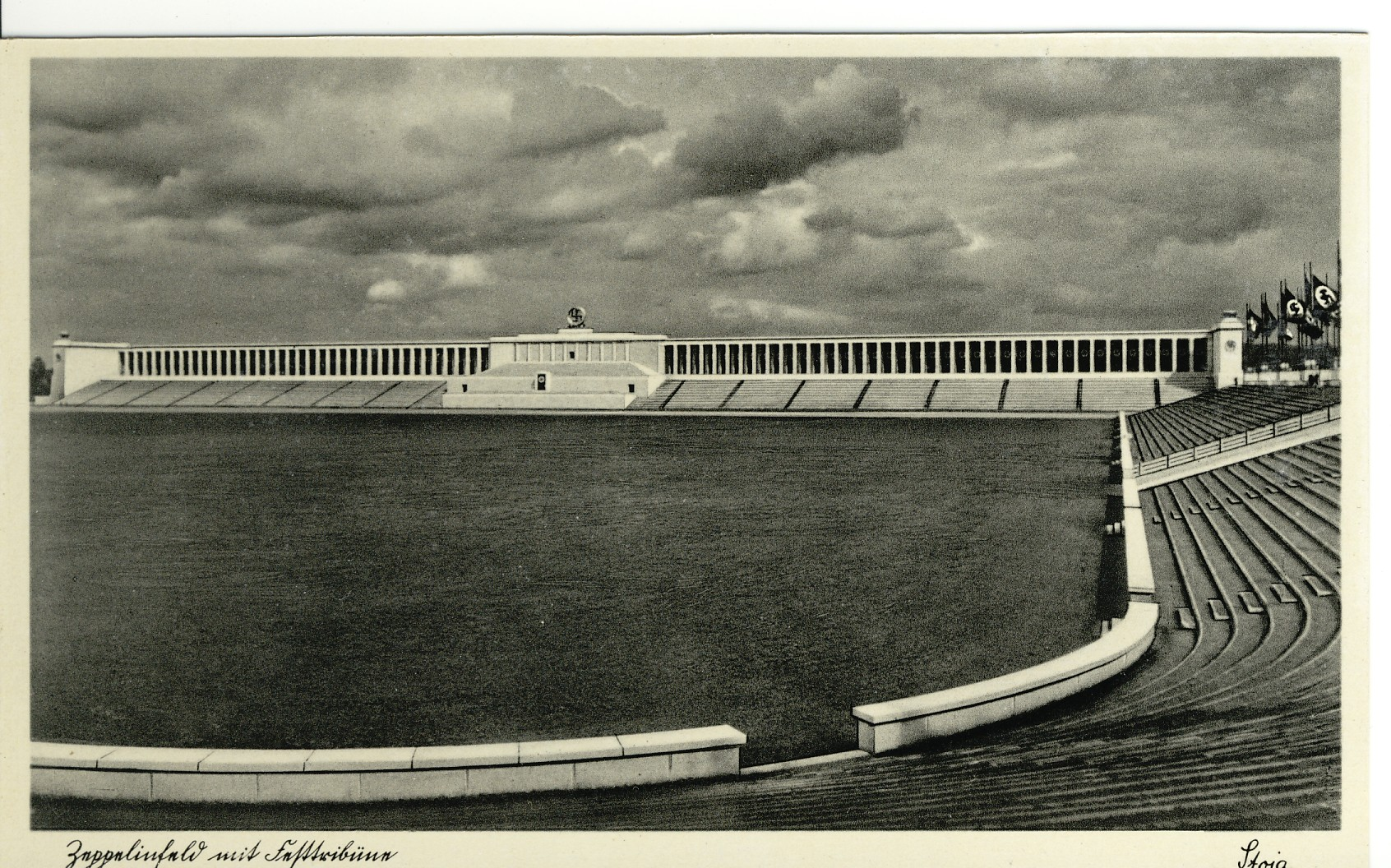
Поле Цеппелина (вид на трибуну Цеппелина).

Часть территории оставалась полем, на котором 28 августа 1909 года высадился граф Фердинанд фон Цеппелин на своем Zeppelin III; это поле с тех пор называется Полем Цеппелина (нем. Zeppelinfeld).
В 1935—1937 гг. вокруг Поля Цеппелина по проекту Альберта Шпеера выстраиваются трибуны и возникает строение общим размером 362 на 378 м, оставшееся свободное поле имеет размеры 290 на 312 м. В целом на поле, площадь которого равнялась 12 футбольным полям, могло разместиться до 320.000 человек, в том числе 70.000 зрителей на трибунах. Трибуны членятся 34 башнями, на которых стояли флагштоки и прожекторы зенитных пушек.
Общий проект спортивного парка получил международное признание, в том числе золотую медаль при планировании Девятых Олимпийских игр 1928 г.в Амстердаме.

## Пункт 9. Закусочная или «Парк-кафе Ваннер»
Популярное у населения здание, разрушенное в ходе боевых действий. Восстановлено в 2006 году.

## Пункт 10. Зал Люитпольда
Находившееся на этом месте ранее крупное здание размером 180×49 м из стали и стекла было построено как один из павильонов Баварской государственной выставки 1906 для демонстрации крупных машин, изготовляемых фирмой MAN (нем. Vereintigte Maschinenfabriken Augsburg und Nürnberg). Фасад здания был выполнен в стиле Модерн (фр. Art Nouveau) и оно было названо по имени Баварского принца-регента Луитпольда (Luitpold, 1821—1912) Зал Луитпольда (нем. Luitpoldhalle) или (старый) Зал собраний (нем. Kongresshalle) и использовалось как выставочный павильон и после.
Фасад зала, выполненный в стиле модерн, был перелицован в монументальном стиле Арены Луитпольда. Именно в этом здании происходили партийные съезды. Зал вмещал до 16.000 человек.
В ночь на 29 августа 1942 года здание было полностью разрушено при бомбардировке. После войны было принято решение здание не восстанавливать. Его территория используется под парковку.
Для проведения концертов на противоположной (северной) стороне рощи Луитпольда был построен в 1963 году современный концертный «Зал Мейстерзингеров» — (нем. Meistersingerhalle).

## Пункт 11. Люитпольдарена

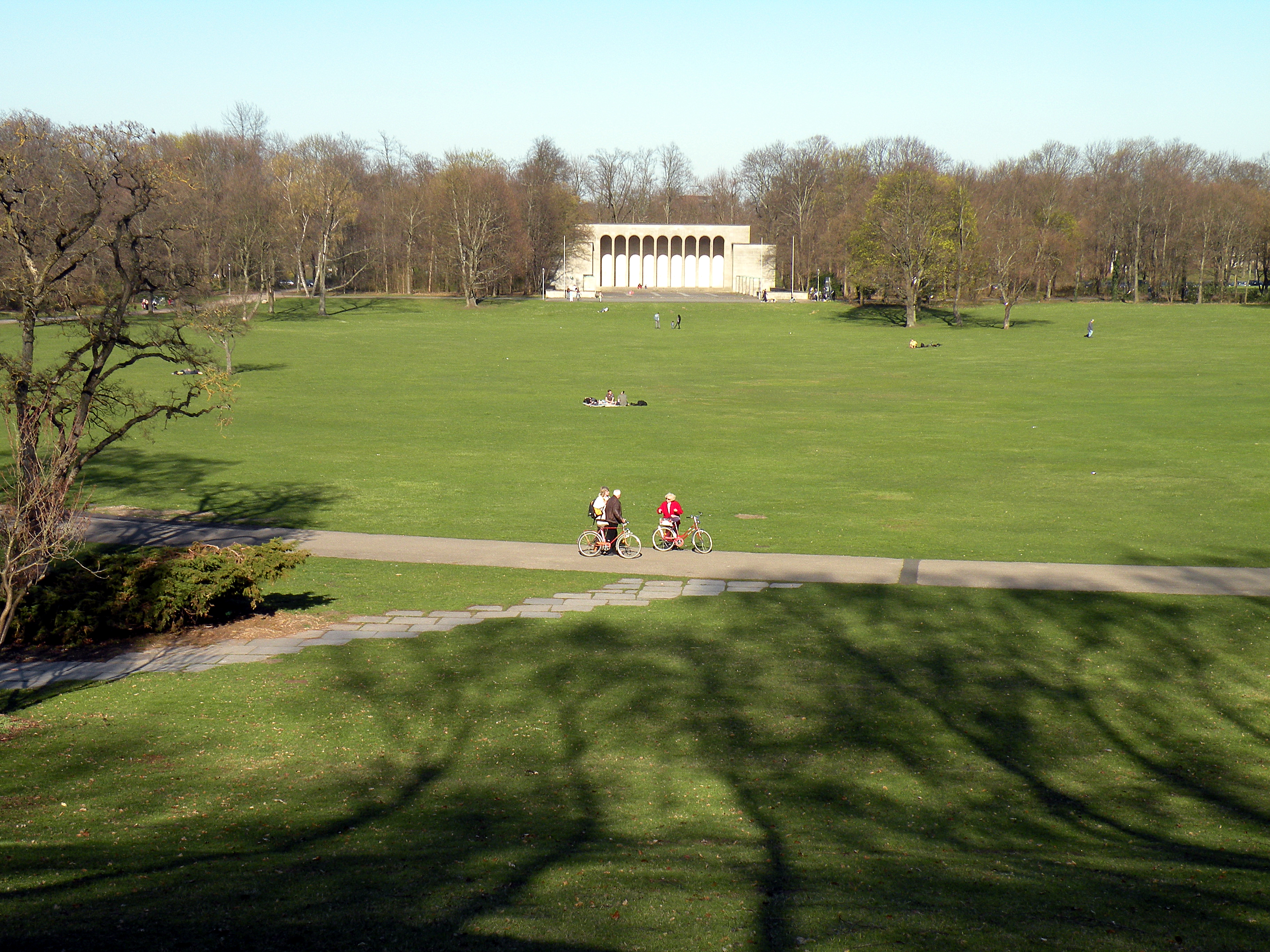
Луитпольдарена. 2010 г.

Местность была частично благоустроена в 1906 году. Именно здесь происходили собрания членов НСДАП в 1927 и 1929 годах. Территория парка Роща Луитпольда была в 1933 году переоборудована для проведения массовых мероприятий с участием до 150 000 членов SA и SS в инсценировке освящения новых знамён и штандартов у «Зала славы», построенном в честь павших участников путча 1923 г. . Для зрителей были построены трибуны на 50 000 человек. Парк был заменен на строго размеченную площадь для демонстрации, т. н. Арену Луитпольда (нем. Luitpoldarena) общей площадью 84.000 м². Против Зала Почёта соорудили гранитную трибуну, связанную с залом мощёной дорогой шириной 18 м и длиной 240 м. Эта дорога символизировала связь между духом нации и памятью о погибших героях. Во время этого ритуала Гитлер приносил клятву памяти, стоя перед залом.
После войны арену вновь сделали парком, сохранился только Зал Почёта. Золотая свастика с трибуны Люитпольдарены хранится в настоящее время в D-Day Museum в Новом Орлеане (Луизиана).

## Пункт 12. Храм Памяти (Эренхалле) и Памятник погибшим

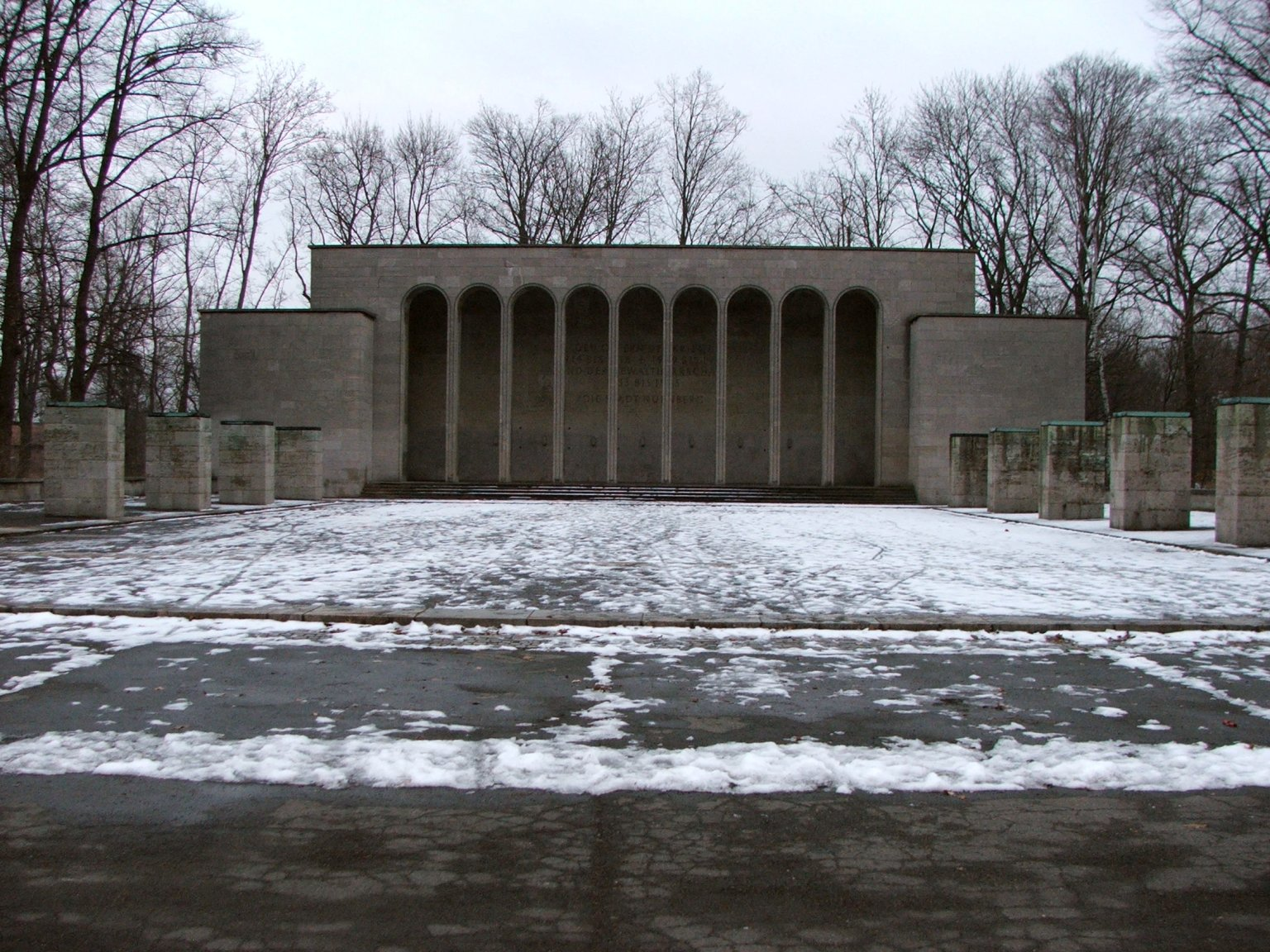
Зал Почёта, 1930 г.

Построен в 1929 году. В этом же году был использован нацистами в интересах создаваемого ими культа погибших за Родину солдат, а также убитых участников Нацистского движения во время проводимых в 1933—1936 годах «Дней СА и СС» .
Памятник установлен с тыльной стороны Зала почёта (Храма Памяти) и посвящён от жителей Нюрнберга и Фюрта «Нашим погибшим товарищам» в Первую (1914—1918) и Вторую (1939—1945) мировые войны. Надпись на памятнике гласит: «живым в назидание»

## Пункт 14. Задний двор трибуны Цеппелина
Здесь находился построенный в 1871 году «Дутцендтайхстадион» расширенный в 1934—1936 годах и входивший в составе четырёх стадионов, использовавшихся при проведении съездов. Здесь же размещался до 1940 г обслуживающий персонал. Его дома находились на идущей параллельно трибуне Регенсбургской улице. Здесь во время праздника были установлены около ста зенитных прожекторов, направленных вверх и создавших впечатляющее зрелище «светового храма».

## Пункт 15. Здание обслуживающего персонала и силовая подстанция

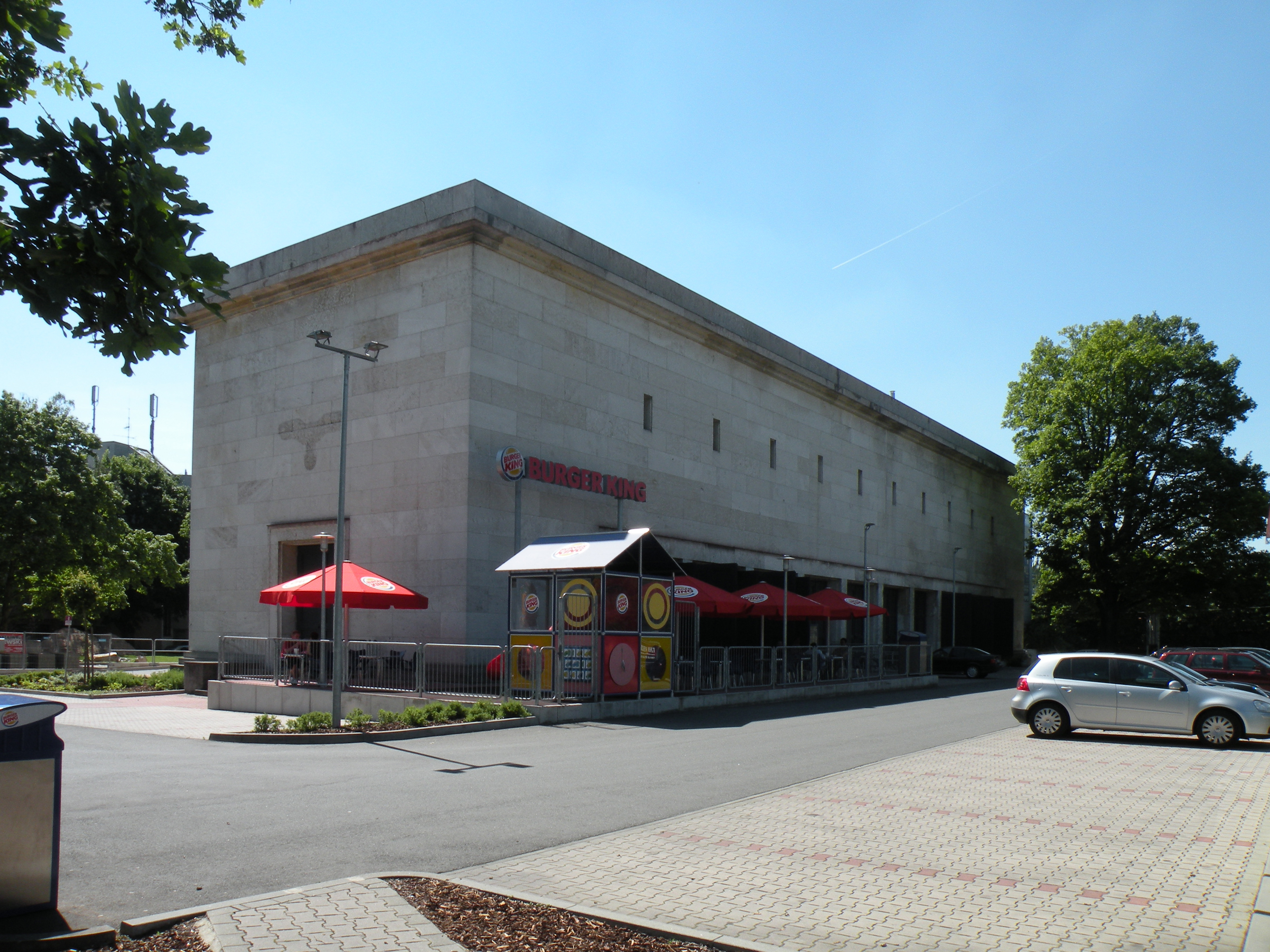
Здание трансформаторной подстанции.

Здание трансформаторной подстанции было построено по проекту Альберта Шпеера в 1936 году для обеспечения электроэнергией многочисленных осветительных установок Территории, потребление которых было сравнимо с потреблением крупного города. В настоящее время в ней расположена закусочная «Бургер Кинг». В нескольких сотнях метров отсюда были в 1939 и 1940 годах построены 7 жилых зданий в стиле Франконского фахверка для обслуживающего персонала Территории. Во время войны здесь же размещались военнопленные и принудительно депортированные рабочие. Во время бомбардировок часть этих зданий была разрушена. Сейчас в сохранившихся помещениях размещены благотворительные учреждения.

## Пункт 16. Городок КДФ
Организация КДФ («Сила через радость») была весьма многочисленна и популярна среди немецкого населения. Здесь же находился и пивной зал, возведённый в 1937 году и служивший отдыху участников съезда. Разрушен в 1942 году.

## Пункт 17. Бассейн
Один из двух крупных противопожарных водоёмов, входивших в состав территории. Оборудован в 1928 году. Существует до настоящего времени как бассейн для купания молодёжи.

## Пункт 18. Большая улица
Работы велись здесь в 1935—1939 годах и были доведены на дороге практически до конца. Однако намеченный постройкой здесь же «Дворец выставок» не был даже начат. В послевоенное время построенная в районе Лангвассера выставочная зона «Мессе» к началу XXI века расширилась и вышла своей восточной границей на Большую улицу.
Большая улица (нем. Große Straße) образует главную ось всей композиции и имеет длину около 2 км и ширину в 60 м, облицована гранитом и окружена трибунами. Улица ориентирована на Кайзербург, что должно было иметь символическое значение. Была закончена в 1939 году, предназначалась, в том числе, для размещения зрителей, наблюдающих за парадом войск, направляющихся на Марсово поле. С этой целью почти по всей длине улицы расположены гранитные ступени, сохранившиеся до настоящего времени. В годы американской оккупации улица использовалась в качестве аэродрома.

## Пункт 19. Остатки сооружений Марсова поля

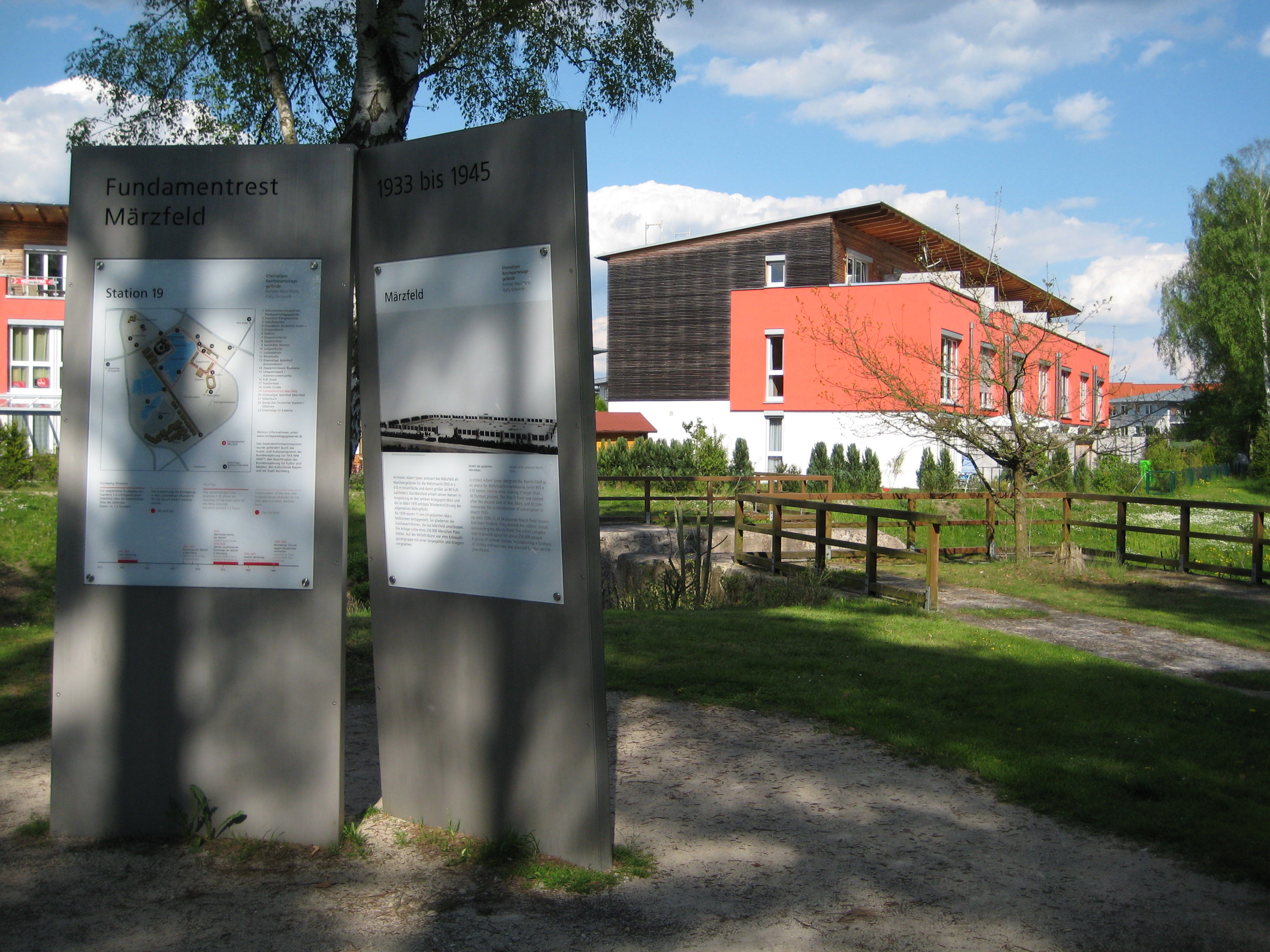
Остатки сооружений Марсова поля (май 2008 г.)

Название Марсово поле — намёк на римского бога войны Марса и возобновление общей воинской повинности в марте 1935 года. Поле должно было стать местом манёвров вермахта во время съездов партии (величина 955×610 м, то есть больше 80 футбольных полей). Строительство начато в 1938 году и не окончено. Поле должны были обрамлять 24 башни (было закончено 11 башен, взорваны в 1966 г.) и трибуны на 250 тыс. зрителей; все это должно было производить впечатление монументальной крепости. На средней трибуне была задумана колоссальная композиция с богиней победы и воинами. В настоящее время территория частично застроена.

## Пункт 20. Бывший вокзал Марсова поля
Вокзал (Bahnhof Nürnberg-Langwasser) построен в 1938 году. В 1941—1942 годах отсюда в концлагеря было отправлено около 2000 евреев. В настоящее время вокзал разрушается, а подход к нему невозможен в связи с расширением территории парка метро.

## Пункт 21. Зильбербук («Серебряный холм»)
Серебряный холм (нем. Silberbuck) — искусственная возвышенность, образованная вывезенными сюда обломками разрушенной бомбардировками центральной части города, которыми загружалась южная часть гигантского котлована, выкопанного ранее для строительства Немецкого стадиона. Работы начаты были в 1946 году и продолжались несколько лет. Для вывоза руин Нюрнберга была построена железнодорожная ветка, по которой ходил грузовой поезд, названный «Руинным экспрессом» (нем. «Trümmer-Express»). Затем образовавшаяся свалка была засыпана землёй и на ней посажены деревья. На вершине образовавшегося холма была оборудована площадка обозрения, с которой открывается вид на южную часть города.

## Пункт 22. Зильберзее («Серебряное озеро»)
Весьма живописное озеро, образовавшееся на месте северной части котлована, выкопанного под Немецкий стадион. Со временем его вода накопила большое количество соединений серы, вынесенных в водоём водой, проникающей в массив холма. Это сделало озеро непригодным для купания, о чём говорят предупреждающие надписи на его берегах.

## Пункт 23. Бывшие казармы СС

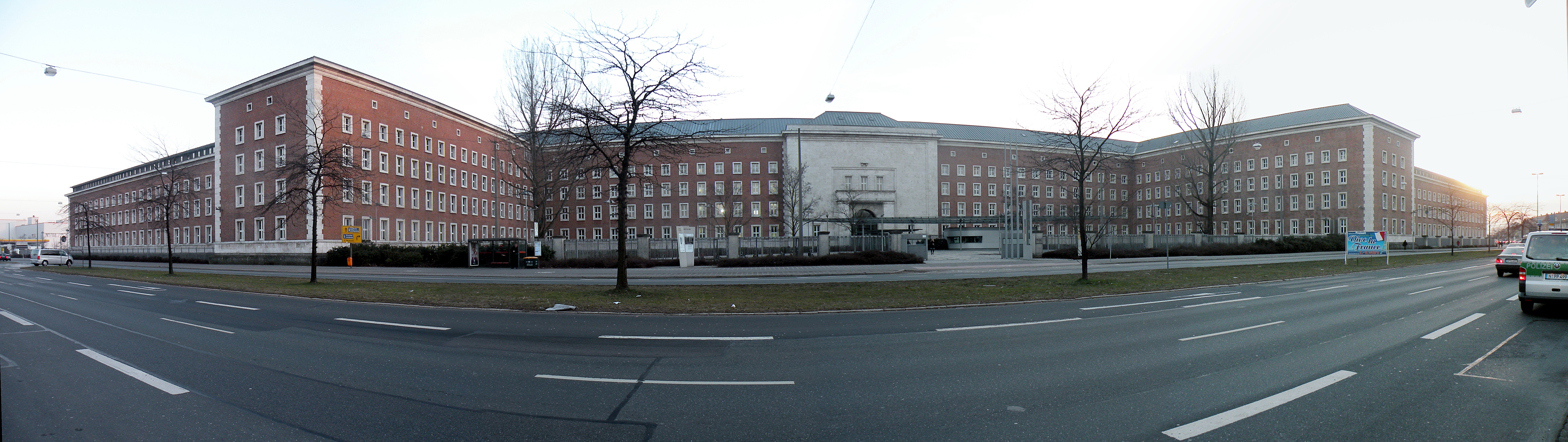
Бывшие казармы войск СС.

Построены в 1937—1939 годах по проекту Франца Руффа к западу от сооружений территории съездов (SS-Kaserne). Представляют собой один из наиболее крупных комплексов размещения войск в Германии. Казармы представлены комплексом, состоящим из центрального здания с торжественно оформленным главным («Почётным») порталом, двух боковых флигелей и внутреннего двора, на котором находились дополнительные помещения и боксы для техники. По замечанию Гитлера, здание представляет собой своеобразную прелюдию к комплексу сооружений Территории съездов и подчёркивает значимость системы СС. Для облегчения доступа посетителей на территорию комплекса, идущая к казармам трамвайная линия (сейчас здесь ходит трамвай № 7) проложена под землёй.
Во время войны в этих казармах находились курсанты-радисты. Кроме того, здесь работали заключённые из концлагерей Дахау и Флоссенбюрг числом около 150, которые использовались на различных работах, в том числе офисах компаний и как работники городской администрации. 18 апреля 1945 года казармы перешли под контроль армии США. Здесь до 1946 года находился концентрационный лагерь, в котором содержалось несколько тысяч человек. После ликвидации лагеря и до конца 1992 года в этом здании, называвшимся тогда Merrell Barracks, размещались солдаты 2-й американской бронетанковой кавалерийской дивизии. Начиная с 1996 года в перестроенных казармах разместилось Федеральное ведомство по делам беженцев и мигрантов.

## Территория лагерей
Была расположена к юго-востоку от Марсова (Мартовского (поля). В довоенное время здесь в летнее время размещались лагери SA, SS и молодёжных организаций. Здесь же в палаточных городках во время съездов размещались прибывшие из разных мест Германии участники и зрители торжеств. Лагерь на Лангвассере вмещал более 200 000 временных жителей. Начиная с 1935 года организаторы мероприятий проводили экскурсии по лагерю, который стал одним из предлагаемых для приезжающих аттракционов. Так в 1938 году число экскурсантов достигло 134 000 человек. Зона имела свои транспортные железнодорожные пути и вокзалы Дутцендтайх, Мэрцфельд, Цолльхаус и Фишбах.
С началом крупной стройки Большой дороги и Зала Конгрессов на время работ сюда перевели часть заключённых из лагерей Маутхаузен и Флоссеннбюрг, а после приостановки работ в связи с войной здесь разместился лагерь военнопленных «Stalag XIII D». В нём содержалось до 30 000 пленников различных национальностей. Их использовали на многочисленных военных предприятиях города. Из-за недоедания, болезней и непосильного труда несколько тысяч из них погибли.
В настоящее время территория лагерной зоны застроена практически полностью .

## Бывшее кладбище

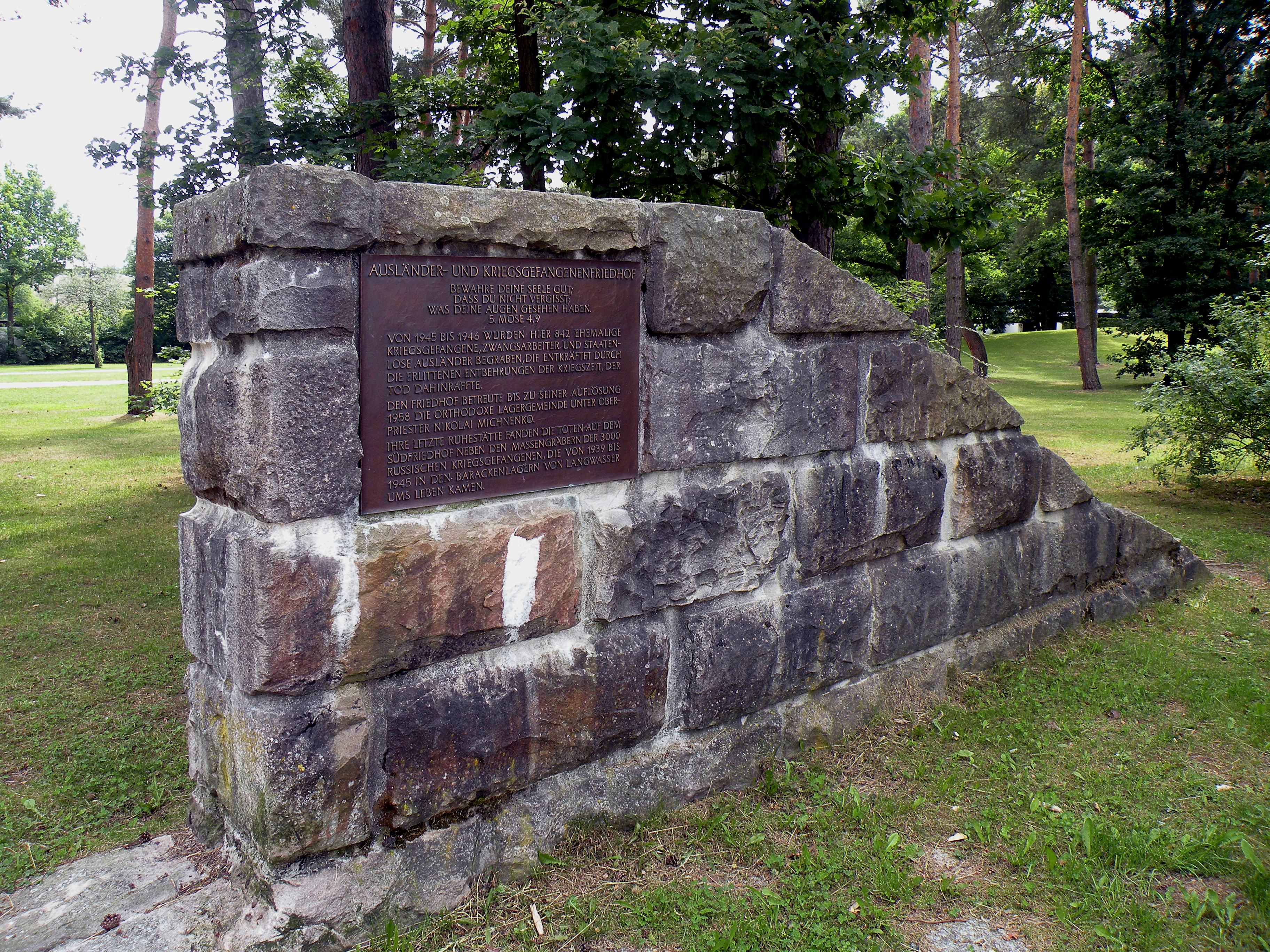
Остатки кладбища для узников KZ Лангвассер

С 1945 по 1946 годы в районе Лангвассера находилось кладбище, на котором были захоронены военнопленные, лица, насильно привлекаемые к труду, и иностранцы неустановленной национальности, умершие в результате перенесённых лишений и непосильного труда. Кладбище здесь существовало до 1948 года и находилось под надзором православной общины под руководством священника Николая Мищенко. Затем останки были захоронены на Южном кладбище Нюрнберга рядом с братской могилой 3000 советских военнопленных, заключённых в барачном концлагере на Лангвассере.
В соответствии с «планом Маршалла», предложенного Государственным секретарём США Маршаллом, была создана Европейская администрация по кооперации, в соответствии с решением и финансированием которой в 1951—1953 годах в районе Лангвассера было построено 15 домов на 288 квартир, существующих и поныне.